# ألبرتو فيلالتا
ألبرتو فيلالتا (بالإسبانية: Alberto Villalta)‏ هو لاعب كرة قدم سلفادوري في مركز الوسط، ولد في 16 يناير 1940 في سان سلفادور في السلفادور، وتوفي بنفس المكان في 4 مارس 2017. شارك مع منتخب السلفادور لكرة القدم. أما مع النوادي، فقد لعب مع نادي سانتانيكوس أسوشيتد.

## وصلات خارجية
- ألبرتو فيلالتا على موقع الاتحاد الدولي (مؤرشف)  (الإنجليزية)
- ألبرتو فيلالتا على موقع قاعدة بيانات كرة القدم.إي يو (الإنجليزية)
- ألبرتو فيلالتا على موقع Soccerway.com (الإنجليزية)
- ألبرتو فيلالتا على موقع عالم كرة القدم.نت (الإنجليزية)
- ألبرتو فيلالتا على موقع اللجنة الأولمبية الدولية (الإنجليزية)
- ألبرتو فيلالتا على موقع أوليمبيديا (الإنجليزية)